# Enrique Meza
Enrique Everardo Meza Enríquez (Ciutat de Mèxic, 3 de març de 1948), més conegut com a Enrique Meza, «Ojitos» o «Profe», és un exfutbolista i director tècnic mexicà. Ha estat entrenador de diversos equips de la Primera Divisió de Mèxic, aconseguint diversos títols locals i internacionals. Gràcies a aquests èxits, l'any 2000 el va portar a ser director tècnic de la selecció del seu país per una curta etapa, l que el converteixen en un dels tècnics mexicans més reeixits. Actualment, i des el 4 de juny de 2019, s'exerceix com a entrenador del Veracruz després de la renúncia de l'uruguaià Robert Dante Siboldi.

## Carrera professional

### Com a jugador
Enrique Meza va començar la seva carrera com a futbolista professional en Cruz Azul Fútbol Club, club on jugaria la major part de la seva carrera, i viuria l'època daurada del quadre blau. No obstant això, sempre seria l'etern suplent de Miguel Marín, la gran figura de l'equip d'aquest llavors tant que les seves participacions com a jugador en actiu van ser escasses. No obstant això, el fet d'estar tant de temps a la banca el va ajudar a preparar-fora de la pista, i sens dubte això va ser determinant per a la seva carrera com a entrenador. Finalitzaria la seva carrera professional amb els Tigres de la Universidad Autónoma de Nuevo León.

### Com a director tècnic
Curiosament iniciaria la seva carrera com a entrenador de Cruz Azul, substituint en el càrrec a Miguel Marín en la temporada 1982-1983. Quan Marín va ser inhabilitat per un any per una agressió a un àrbitre, Meza, qui s'exercia com a auxiliar, va entrar al relleu i va finalitzar la temporada amb mitjans resultats. El seu debut com a tècnic va ser ell 9 de gener del 1983 a la trobada entre Cruz Azul i Neza, que va acabar en un empat a zero. Posteriorment, formaria part activa de la institució cimentera encarregant d'aspectes de formació de jugadors i fer-los debutar.
En 1992 Meza tindria una nova oportunitat de dirigir, novament al club blau; tenint temporades acceptables però sense arribar a l'anhelat títol de Lliga. Seria rellevat en la temporada 1994-95 per Luis Fernando Tena.
El 1996 entraria com a relleu per salvar del descens al Monarcas Morelia, objectiu que va aconseguir i en acabar aquest torneig, decideix abandonar el club per buscar una millor opció. A partir d'aquest llavors, la seva qualitat com a entrenador comença a cridar l'atenció a Mèxic.
Aquest mateix any en sortir de Morelia, és contractat per un nou equip que, igual que el seu anterior equip, es trobava en una situació complicada. En arribar, va fer d'Toros Neza un equip espectacular i ofensiu, tenint sota el seu comandament a grans jugadors com Antonio Mohamed, Rodrigo Ruiz, Federico Lussenhoff, Germán Arangio, entre d'altres. Gràcies a aquesta gran generació de futbolistes, Toros Neza va arribar sorprenentment al que seria la seva primera i única Final del Torneig Estiu 1997, enfrontant al Club Deportivo Guadalajara. La primera trobada va estar molt parell quedant empatat a un gol, però desgraciadament el partit de tornada, celebrat en l'Estadi Jalisco van ser golejats per sis gols a un, quedant 7 a 2 en marcador global.
Després d'haver perdut aquesta final, deixa el càrrec i posa un anunci en un diari sol·licitant treball com a entrenador. El Toluca s'interessa pels seus serveis i el contracta amb excel·lents resultats i un futbol devastador. Meza va conduir al club vermell a tres títols de Lliga en només un lapse de tres anys. Amb el Toluca tindria al seu càrrec grans figures com José Saturnino Cardozo, Hernán Cristante, Salvador Carmona, Víctor Ruiz i José Manuel Abundis. Aquest gran pas amb el Toluca el va catapultar a la Selecció de Mèxic, la qual prendria l'any 2000. No obstant això, el seu rendiment va deixar molt a desitjar i tan va ser així que va posar en dubte la passada al Mundial del 2002, havent de ser substituït per Javier Aguirre.
Després de molt males campanyes amb l'Atlas en l'Apertura 2002, Cruz Azul en 2003-2004 i el Toluca en el Torneig Clausura 2005, seria contractat pel Club Pachuca a l'agost de 2006, on va tenir un pèssim arrencada a filar cinc derrotes consecutives. Tot i aquest mal arrencada, la directiva de Pachuca ho va sostenir en el càrrec, l'equip es va recuperar i al final va acabar guanyant la Copa Sud-americana 2006 al Colo-Colo el 13 de desembre de l'any 2006 i va arribar a semifinals en el torneig local.
L'any 2007 va representar un gran per a Enrique Meza, ja que va guanyar el campionat Clausura 2007 de manera categòrica. A l'abril d'aquest any va obtenir el doble campionat a la Copa de Campions de la CONCACAF e en vèncer respectivament al Club Guadalajara en sèrie de penals, ia l'any següent al Saprissa de Costa Rica. Amb això, va qualificar a Pachuca al Mundial de Clubs d'aquest any, ocupant el sisè lloc i l'any següent, 2008, el quart.
En el Torneig Clausura 2009 aconsegueix el subcampionat, però renúncia al final de la temporada per enrolar-se de nou compte amb l'equip dels seus amors: Cruz Azul, a qui dirigeix fins al terme del Torneig de Clausura 2012. En la seva quarta etapa amb el quadre ciment obtenir dos subcampionats: el del Torneig Obertura 2009 i el de la Lliga de Campions de la Concacaf 2009/10.
El 26 de juliol de 2010 en una junta de propietaris de clubs de la primera divisió de Mèxic es va arribar a un acord que Meza dirigís un joc davant la selecció espanyola (campió del món vigent en aquells temps). Posteriorment es va arribar a l'acord que Efraín Flores dirigís els tres jocs restants en el 2010, mentre s'anunciava al nou entrenador asteca, que fet i fet va resultar ser José Manuel de la Torre.
Després de no renovar amb Cruz Azul, en l'Obertura 2012 s'inicia temporada novament amb l'Deportivo Toluca, amb el qual aconsegueix el primer lloc de la taula i arriba fins a la final tot i que la perd de nou, aquest cop contra Xolos de Tijuana. Després de finalitzar el Clausura 2013 i quedar eliminat en la fase de grups de la Copa Libertadores, decideix deixar el seu càrrec com a entrenador del club vermell.
En l'estiu de 2013 és presentat com a nou entrenador de Club Pachuca amb l'afany de tornar a l'equip a altes posicions de la taula. Aquest esforç es va veure recompensat amb la nova Final a què van arribar en el Clausura 2014, després de set anys de no fer-ho. Lamentablement l'equip va perdre la final davant el Club León, el que va significar per a Enrique Meza la seva tercera final perduda de manera consecutiva. Després d'alguns mesos, el 30 de novembre de 2014 l'directiva de Pachuca anuncia la seva destitució després mals resultats aconseguits.
Posteriorment i després de mig any d'inactivitat, el 2015 Monarcas Morelia ho anuncia novament com el seu entrenador. En arribar a la institució, troba el club en una situació delicada, ja que aquest tenia seriosos problemes de descens i l'objectiu, a més de salvar-era poder situar-lo en llocs de qualificació, cosa que ja havia aconseguit anteriorment el 1996. Per desgràcia d'ell, els resultats no van ser els esperats i va ser acomiadat l'any següent, quedant l'argentí Pablo Marini com a responsable.
Després de la renúncia de José Saturnino Cardozo com a entrenador del Club Puebla, el 2017 la directiva d'aquest equip anuncia la seva contractació per complir els objectius traçats de poder salvar el descens i tenir a un equip competitiu, cosa que a la seva arribada va ser molt ben vist pels aficionats i directius de l'equip gràcies a la vasta experiència aconseguida. Lamentablement, en no poder aconseguir els resultats desitjats durant la seva estada a l'equip, tenir un mal inici de torneig Clausura 2019 amb només una victòria davant Veracruz i patir la golejada de Necaxa per 4 gols a 1 a la Jornada 5, l'1 de febrer de 2019 la directiva de Puebla li perd la paciència i anuncia la seva destitució com a tècnic. Dies més tard José Luis Sánchez Solá prendria el seu lloc.

## Clubs i seleccions dirigits
| Club / Selecció             | Pays  | Any         |
| --------------------------- | ----- | ----------- |
| Cruz Azul                   | Mèxic | 1982 - 1983 |
| Cruz Azul                   | Mèxic | 1992 - 1995 |
| Monarcas Morelia            | Mèxic | 1995 - 1996 |
| Toros Neza                  | Mèxic | 1996 - 1997 |
| Toluca                      | Mèxic | 1997 - 2000 |
| Selecció de futbol de Mèxic | Mèxic | 2000 - 2001 |
| Atlas                       | Mèxic | 2002        |
| Cruz Azul                   | Mèxic | 2003 - 2004 |
| Toluca                      | Mèxic | 2005        |
| Pachuca                     | Mèxic | 2006 - 2009 |
| Cruz Azul                   | Mèxic | 2009 - 2012 |
| Toluca                      | Mèxic | 2012 - 2013 |
| Pachuca                     | Mèxic | 2013 - 2014 |
| Monarcas Morelia            | Mèxic | 2015 - 2016 |
| Puebla                      | Mèxic | 2017 - 2019 |
| Veracruz                    | Mèxic | 2019 -      |

## Palmarès

### Campionats nacionals
| Títol           | Club    | Pays  | Any  |
| --------------- | ------- | ----- | ---- |
| Primera Divisió | Toluca  | Mèxic | 1998 |
| Primera Divisió | Toluca  | Mèxic | 1999 |
| Primera Divisió | Toluca  | Mèxic | 2000 |
| Primera Divisió | Pachuca | Mèxic | 2007 |

### Campionats internacionals
| Títol                        | Club    | Pays  | Any  |
| ---------------------------- | ------- | ----- | ---- |
| Copa Sudamericana            | Pachuca | Mèxic | 2006 |
| Copa de Campions de Concacaf | Pachuca | Mèxic | 2007 |
| SuperLiga                    | Pachuca | Mèxic | 2007 |
| Copa de Campions de Concacaf | Pachuca | Mèxic | 2008 |